# Carlo Dolci
Carlo Dolci (Firenze, 25 maggio 1616 – Firenze, 17 gennaio 1686) è stato un pittore italiano.
Dotato di grande tecnica, fu il maggior pittore fiorentino del Seicento e godette di fama straordinaria già in vita e fino all'Ottocento, quando il gusto per le sue edulcorate e oleografiche rappresentazioni religiose cominciò a declinare. Pittore soprattutto di figure isolate, fu un apprezzato ritrattista e uno dei più intensi interpreti del sacro in pittura.

## Biografia

### La formazione artistica

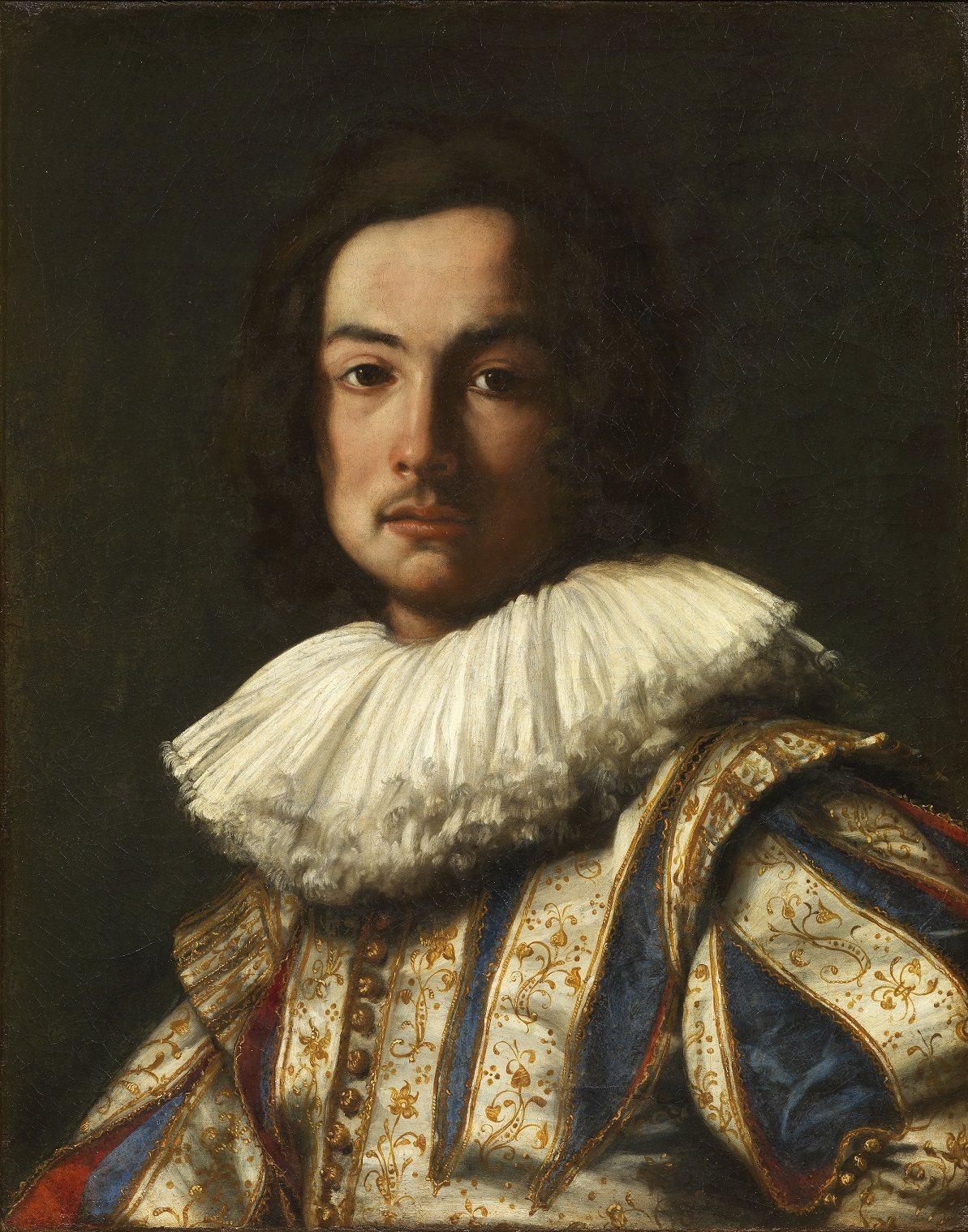
Ritratto di Stefano della Bella
o/tl, 59 x 48 cm, 1631, Galleria Palatina, Firenze.

Carlo Dolci nacque a mezzogiorno di mercoledì 25 maggio 1616, quintogenito di Andrea, «molto onorato uomo» di professione sarto, e da Agnese Marinari, figlia del pittore Pietro e sorella di Gismondo e di Bartolomeo Marinari, entrambi pittori a loro volta. Suo padre morì nel 1620, lasciando la famiglia in gravi ristrettezze: fu così che Carlo, che aveva già appreso dal nonno materno e dal fratello maggiore le prime nozioni di pittura, «dando segno di genio», nel 1625 fu raccomandato dalla madre alla bottega di Jacopo Vignali, già allievo di Matteo Rosselli.
All'età di undici anni avrebbe dipinto «per la prima volta una testa di Gesù fanciullo: e poi un'altra di Gesù adulto coronata di spine: ed un San Giovannino, figura intiera: dopo il quale, sopra carta mesticata ritrasse Agnesa sua madre, che la portò a vedere nella stanza del maestro, ove fra altri gentiluomini si tratteneva bene spesso Pietro de' Medici, amicissimo dell'arte, e che operava in pittura; onde gli fece venire voglia di farsi fare da Carlino, che così per vezzi era da tutti chiamato, il proprio ritratto: e quello altresì di Antonio Landini, musico celebre, e suo amicissimo. Questi ritratti, insieme col pittore stesso, furono da Pietro de' Medici fatti vedere alla gloriosa memoria del Duca di Ghisa che allora si trovava nel palazzo Serenissimo, che il tutto osservò con gusto e con meraviglia insieme: poi con quella liberalità e bontà, che fu sua solita, si trasse di tasca tre belle doble, e le donò al fanciullo: e non contento di questo, lo condusse dal Serenissimo Granduca, che volle subito vederlo abbozzare due teste; e Io rimandò con un regalo di dieci piastre nuove».
Nulla si sa di queste opere: è stato invece segnalato nel mercato antiquario, fra i suoi primi dipinti, un San Francesco in contemplazione del Crocifisso, opera di religiosità intensa, nutrita della «pittura viscerale ed emotiva» del Vignali degli anni Venti.
È stato altresì segnalato il ritrovamento del dipinto " della testa di Gesù adulto coronata di spine" appartenente ad una collezione privata. Opera giovanile di eccellente fattura anche se recante i segni del tempo. Il tratto del pennello evidenzia la semplicità del novello artista ma lo sfondo scuro già denota il carattere introverso che lo accompagnerà fino alla maturità.

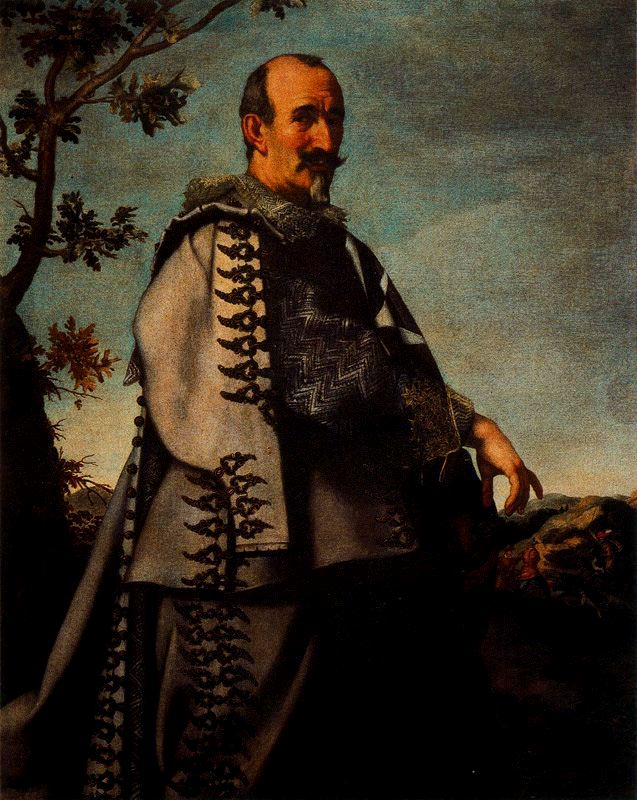
Ritratto di Ainolfo de' Bardi
o/tl, 149,5 x 119 cm, 1632, Uffizi, Firenze.

Egualmente frutto della precocità del Dolci quindicenne è il Ritratto di Stefano della Bella in giubbone trinciato e collare a lattughe: Stefano della Bella era pittore e, in particolare incisore, protetto da don Lorenzo de' Medici, committente dell'opera. Se in generale questo dipinto ricorda la maniera del Vignali, nell'ambito della ritrattistica può essere accostato ai ritratti di Cristofano Allori che gli erano certamente noti, ma il Dolci «aggiunse un fascino assente nei ritratti dell'Allori, accoppiando un'acutezza psicologica inimmaginabile in un ragazzo di quindici anni con una originalità che vuole essere una variante nei confronti della ritrattistica ufficiale del Sustermans».

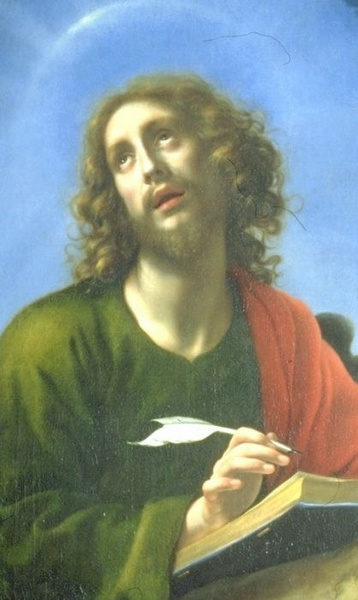
San Giovanni Evangelista
o/tl, 115 x 94 cm, ca 1637, Staatliche Museum, Berlino.

Il suo gusto per la precisa riproduzione dei dettagli si conferma nel Ritratto di Ainolfo de' Bardi, del 1632, fatto «quanto il naturale fino al ginocchio, in abito da caccia, in campo d'aria», oltre a quelli del nipote di quel cavaliere fiorentino, Giovanni de' Bardi, e di Raffaello Ximenes, un nobile che si dilettava di pittura nella bottega del Vignali.
Narra il Baldinucci, l'erudito fiorentino cui si deve la più importante biografia del Dolci, che egli conobbe e di cui fu allievo di disegno e amico, che già giovanissimo Carlo aveva preso a frequentare la «Compagnia di San Benedetto, nella quale crescendo ogni di più nella devozione, aveva fatto un molto fermo proponimento di non mai in vita sua voler altro dipignere che Sacre Immagini, o Sacre istorie, talmente rappresentate, che potessero partorir frutti di Cristiana pietà in chi le mirava», anche se non rifiutò di dipingere temi profani, che però «figurava tanto modestamente acconci, che era cosa singolare a vedersi».

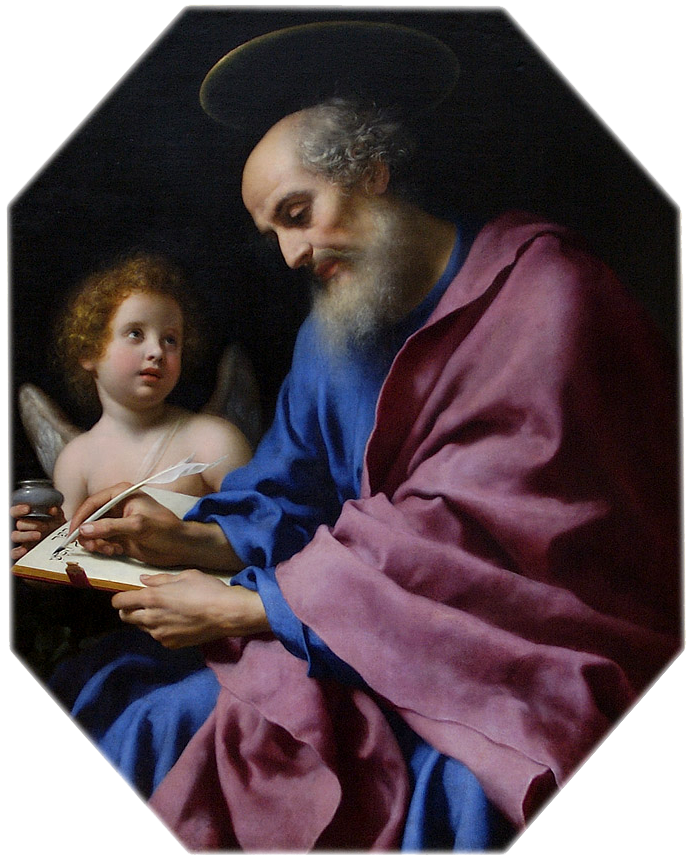
San Matteo e l'angelo
o/tl, 155 x 110 cm, ca 1637, Getty M., Los Angeles

E infatti il Dolci fu pittore così castigato da non rappresentare mai nudi nelle sue tele e la sua virtù devozionale poté in quel tempo esprimersi con l'Adorazione dei Magi commissionatagli dal figlio di Cosimo II, poi cardinale Leopoldo de' Medici - forse la stessa di Blenheim Palace, a Woodstock (Oxfordshire), o forse quella conservata nella Burghley House di Stamford, nel Lincolnshire, mentre l'Adorazione di Glasgow potrebbe essere precedente - replicata poi per un altro committente, Tommaso Genitori.
Alla fine degli anni Trenta dovrebbero risalire i «quattro ottagonali co' quattro Evangelisti, fatti da Carlo ne' primi tempi per un suo confessore, per non più di cinque scudi l'uno, ma poi Carlo, messavi di nuovo la mano, gli ridusse in istato di assi maggior bellezza».
Essi sono stati individuati nel San Matteo del Getty Museum, nel San Giovanni di Berlino, dove pervenne nel 1818, e in due altre collezioni private. Il Dolci vi conferma il costante carattere ritrattistico dei volti, mentre «lo stile cristallino di queste opere ha, in Firenze, il solo precedente del Bronzino, del quale il Dolci sposava la meticolosa definizione di ogni dettaglio con il chiaroscuro e il modellato caravaggeschi e, nel quadro Getty, con un certo correggismo».

### La maturità

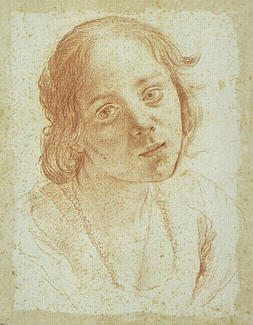
S. Agnese (Teresa Bucherelli)
sanguigna, 25,8 x 20 cm, Louvre, Parigi.

Ormai maestro affermato, aprì un proprio studio a Firenze presso Casa Zuccari e nel 1648 fu ammesso all'Accademia del Disegno per la quale, come d'usanza, donò una propria opera, il Ritratto del Beato Angelico, ricavata dal bassorilievo che copre la tomba del pittore nella chiesa romana di Santa Maria sopra Minerva.
Il Dolci, ottimo ritrattista ma di scarse capacità compositive, era uso rifarsi ad opere altrui per allestire dipinti complessi: il suo Cristo alla mensa del Fariseo, del 1649 - oggi nella collezione Methuen di Corsham Court - ha per modello l'opera analoga del Cigoli - anch'esso conservato nella stessa collezione inglese - e fu pagato da Antonio Lorenzi, suo medico, soltanto 160 scudi, mentre il marchese Filippo Niocolini giunse a offrirne 1.200. Gli ordinativi cominciarono ad arrivare da tutta Firenze, dalla corte granducale, dal resto d'Italia e d'Europa. I principi Poniatowski si fermarono appositamente a Firenze per commissionargli una serie di opere.

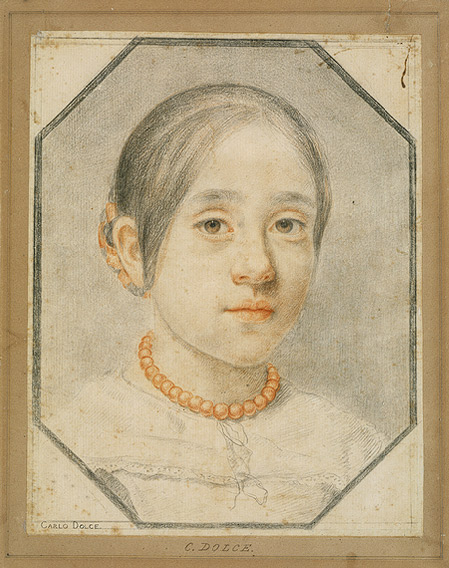
La figlia Agata
gessetti, 25,8 x 20 cm, Metropolitan, New York.

Sposò, nel 1654, Teresa Bucherelli: racconta il Baldinucci, a ennesima conferma della particolare devozione del Dolci, che la mattina della celebrazione del matrimonio, il pittore non si faceva trovare. «Si cerca e si ricerca Carlino ed alla compagnia ed alla casa, e per diverse chiese, e Carlino non si trova: e finalmente essendo vicinissima l'ora del desinare, chi con non poca speranza di più trovarlo il cercava, nella Chiesa della Santissima Nunziata lo ritrovò nella cappella del Crocifisso de' morti ben rincattucciato in atto di orazione». Ebbero otto figli: sette figlie - alcune monache - e un solo figlio maschio, Andrea, che si fece prete.
Per committenti veneziani fece diversi quadri, tra i quali il Gesù bambino «con una di bellissimi fiori in mano, quasi invitando l'anima a inghirlandarsi di cristiane virtù», che replicò più volte, e una versione fu fatta per l'imperatrice Claudia Felicita, figlia di Ferdinando Carlo e di Anna de' Medici.
Per l'occasione delle nozze di costei con Leopoldo il Dolci, in quanto «pittore d'alta riga», fu invitato a farne il ritratto, essendo il ritrattista degli Asburgo, Giusto Sustermans, ormai troppo avanti negli anni. Dovette intervenire il nobile fiorentino frà Cesario Larioni, suo confessore, a comandargli il viaggio a Innsbruck al quale il Dolci, che non era fin allora mai uscito da Firenze, si sarebbe molto volentieri sottratto a causa della sua innata timidezza.

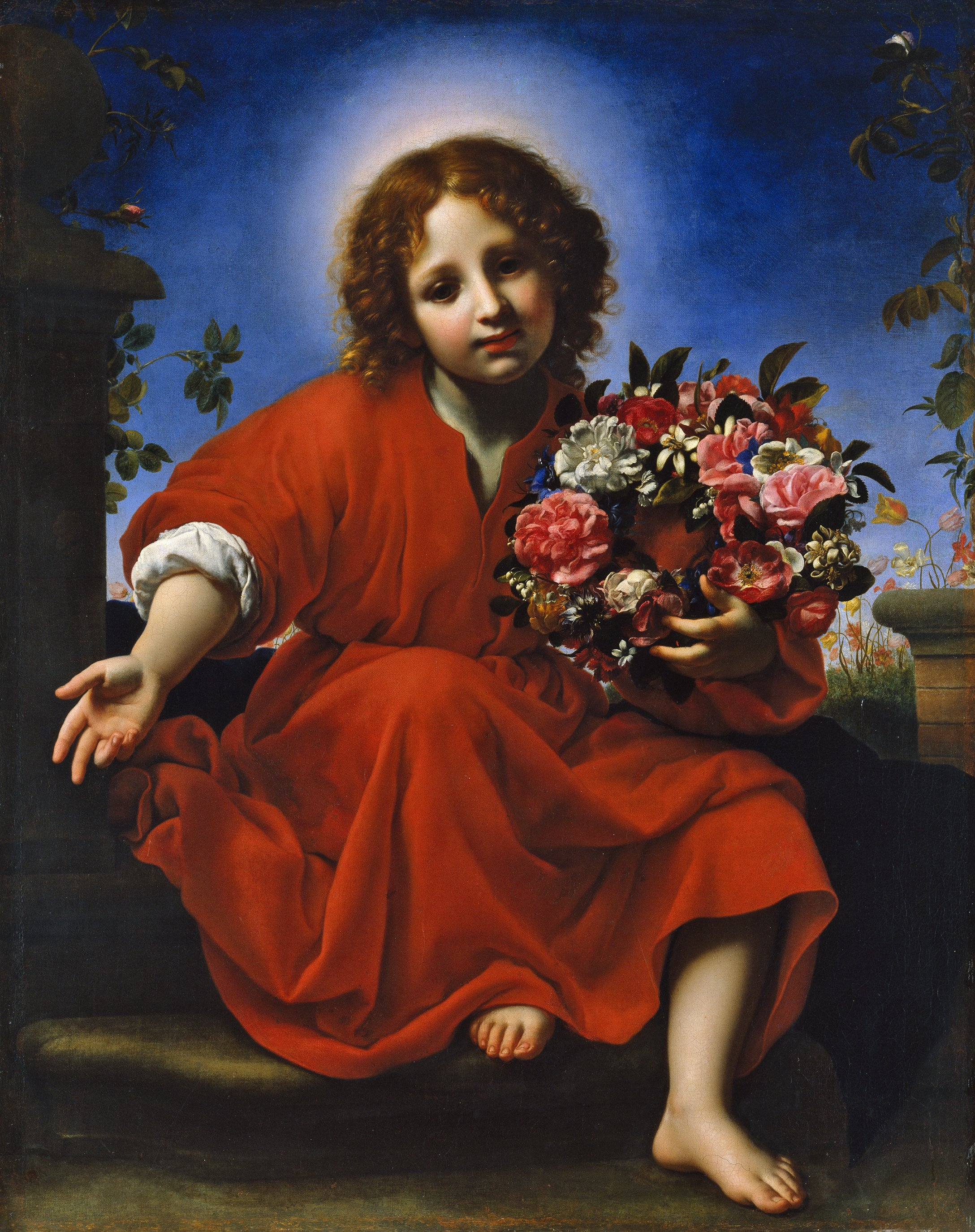
Gesù con una ghirlanda di fiori
o/tl, 103 x 71 cm, 1663, Thyssen-Bornemisza, Madrid.

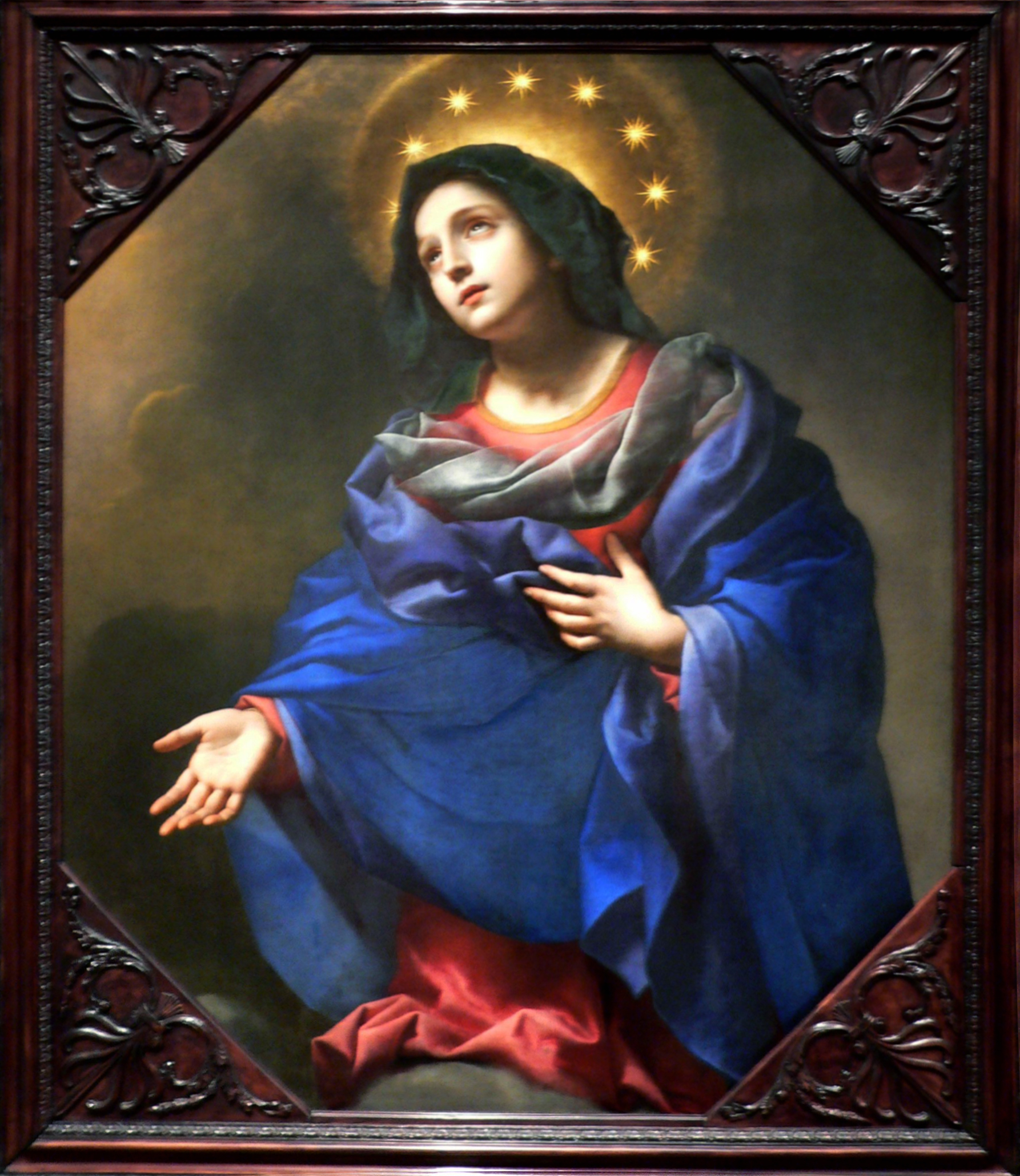
Carlo Dolci, Madonna in Gloria, c. 1670, olio su tela, Stanford Museum, California

Partito il 5 aprile 1673, fu introdotto il giorno prima di Pasqua dinnanzi alla prossima imperatrice e alla madre, le quali «conoscendo bene il soggetto, non prima l'ebbero con benigne dimostranze accolto, che l'introdussero in discorso di cose devote». Dopo le feste pasquali, fece due ritratti di Claudia Felicita, uno dei quali in veste di Galla Placidia, un San Filippo Neri per il cortigiano abate Viviani e restaurò diverse tele della quadreria imperiale finché, ben ricompensato con denaro e gioielli, ripartì il 25 agosto per Firenze, dove giunse l'8 settembre 1673.
Fu la prima e ultima volta che Dolci uscì dalle mura di Firenze. Il viaggio comunque, sebbene un successo da un punto di vista artistico, ebbe postumi traumatici per Dolci che entrò in una specie di blocco del pittore, aggravato da una serie di problemi familiari: ciononostante, egli continuò ugualmente a produrre, anche se a ritmi tutt'altro che sostenuti.

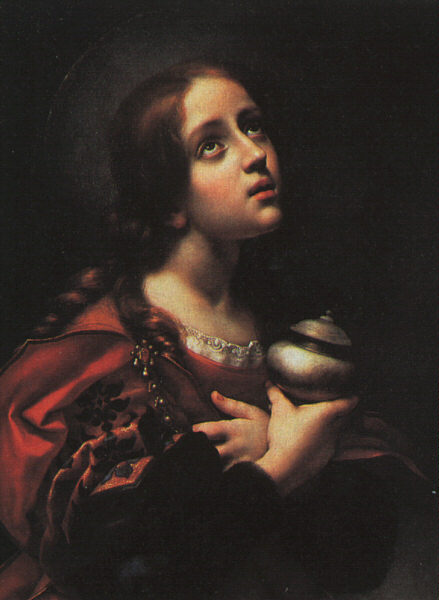
Maria Maddalena
o/tv, 73,5 x 56,5 cm, ca 1675, Galleria Palatina, Firenze.

«Questo a cagione di un pertinacissimo umore malinconico, che attesa la sua natura pusillanime, reflessiva e timorosa, se lo era in tutto e per tutto guadagnato in modo, ch'ei non era più possibile l'aver da lui, non che un discorso, una sola parola ma tutto se ne andava in sospiri: effetto, per quanto si vedeva, di una mortale angustia nel cuore. Si affaticavano i suoi più teneri amici di ritirarlo da quei pensieri, che persuadevano a credere di aver ormai perduta ogni abilità, né esser più buono da nulla; e questo gli era di tanto maggiore affanno, quanto che egli si vedeva già carico di sette figliuole fanciulle; né poca gravezza apportava alla sua tormentata fantasia, il vedere la sua moglie per la fatica, a cui l'obbligava la cura di sua persona di dì e di notte in quel frangente, ridotta a pessimo stato di sanità, fino a partorirgli un figliuolo maschio fuori di tempo. Colui, che queste cose scrive, e che essendo stato suo amico fino dalla fanciullezza, forse più di ogni altro si persuadeva di possedere sua volontà, per trarlo alquanto da quella fissazione, lo cavava talvolta quasi a viva forza di casa e lo conduceva fuori della città, e lo stesso presero a fare altri a vicenda; ma assai più operò Domenico Baldinotti nostro gentiluomo, al quale egli pure aveva insegnato a disegnare. Questi essendosela intesa col Padre Ilarione suo Confessore, si portò un giorno insieme con esso alla sua casa: il Baldinotti diede di mano a una tavolozza, vi accomodo' sopra i colori, messe all'ordine bacchetta e pennelli, e poi fece dar fuoco al pezzo grosso, e questo fu, che il Religioso si messe io posto, gli comandò per obbedienza il mettersi a finire un velo ad una delle due Immagini di Maria Vergine gloriosissima, che egli aveva già condotte, una per la Serenissima Granduchessa Vittoria e l'altra per Filippo Franceschi, ricco cavaliere Fiorentino. Obbedì il pittore; ed il lavoro riuscì sì bene, che in un subito si dileguò in lui la forte apprensione di aver perduta ogni abilità nell'arte, e svanirono quegli oscuri fantasmi, e così dopo un anno di vita, menata in una mestizia, stetti per dire d'inferno, grave agli astanti ed a se stesso odioso, si ridusse a poco a poco alla primiera salute, correndo l'anno 1675».
Riprese dunque la sua attività artistica e le commissioni tornarono a piovere sulla sua bottega finché, nel 1682, avvenne il fatale incontro con Luca Giordano.
«Volle poi Giordano visitare le stanze de' più rinomati pittori e fra queste, per debito di gratitudine, quella del nostro Carlo. Lo accolse egli con segni di sincerissimo amore, e gli fece vedere ogni sua opera. Osservò Giordano con gran gusto quel suo maraviglioso modo di finire senza saccheria o apparente stento, lo lodò molto, ed anche il regalò di alcuni colori di lacche, forse da Carlo non mai provate né vedute: poi con quella sua maniera disinvolta e sollazzevole, in suo grazioso modo di parlare Napolitano, così cominciò a dire: tutto mi piace, o Carlo; ma se tu seguiti a far così, dico, se tu impieghi tanto tempo a condurre tue opere, tanto è lontano, che io pensi, che tu sia per metter insieme i cento cinquanta mila scudi, che ha procacciati a me il mio pennello, che io credo al certo che tu ti morrai di fame. Queste parole dette per ischerzo, furon tante vere ferite al cuore del misero Carlo: e fin d'allora assalito da gran turba di mesti pensieri, incominciò a dar segni di quello, che dipoi gli successe»..
Cadde di nuovo in depressione acuita dall'età avanzata e dagli acciacchi fisici. A nulla valsero gli espedienti già usati in precedenza per farlo uscire dalla crisi che si aggravò ulteriormente l'anno successivo con la morte della moglie. Dolci si pose a letto e non si riprese più.
È sepolto nella Basilica della Santissima Annunziata a Firenze. Sua figlia Agnese Dolci fu pittrice e sua allieva.
Nel 2015 la Galleria Palatina di Palazzo Pitti a Firenze gli dedica una mostra monografica curata da Sandro Bellesi e Anna Bisceglia, la prima in tempi moderni. La Galleria Palatina è infatti il museo con più opere sue al mondo senza contare la grande quantità di dipinti del Dolci negli inventari medicei. Nel catalogo della mostra viene trascritta ed annotata la biografia baldinucciana del Dolci.

## Opere principali
- La Sacra Famiglia con Dio Padre e lo Spirito Santo, 1630 circa, olio su rame, 28 x 23 cm, Collezione privata.
- Ritratto di Ainolfo de' Bardi, 1632, olio su tela, 149,5 x 119 cm, Firenze, Galleria degli Uffizi
- Sant'Andrea davanti alla croce, 1646, olio su tavola, 122 x 99 cm, Firenze, Palazzo Pitti, Galleria Palatina.
- Santa Cecilia, seconda metà del 1640, olio su tela, 126 x 99,5 cm, San Pietroburgo, Ermitage.
- Fuga in Egitto, 1648-1650 circa, olio su tela, 39,7 x 49,5 cm, Detroit, Institute of Arts.
- Adorazione dei Magi, 1649, olio su tela, 117 x 92 cm, Londra, National Gallery.
- Madonna col bambino, 1651, olio su tela, 92,1 x 77,8 cm, Detroit, Institute of Arts.
- Vergine Annunziata, 1653-1655 circa, olio su tela, 52 x 40 cm, Parigi, Musée du Louvre.
- Angelo Annunziante, 1653-1655 circa, olio su tela, 53 x 40 cm, Parigi, Musée du Louvre.
- Maria Maddalena, 1660-1670, olio su tela, 73 x 56 cm, Firenze, Palazzo Pitti, Galleria Palatina.
- Angelo Annunziante, 1660 circa, olio su tela, 65 x 55, Piacenza, Ente Museo Palazzo Costa.
- Natura morta con fiori, 1662, olio su tavola, 70 x 55 cm, Firenze, Galleria degli Uffizi.
- Salomè con la testa del Battista, 1665-1670, olio su tela, 122,6 x 96,5 cm, Windsor, Royal Collection.
- San Matteo scrive il suo vangelo, 1670 circa, olio su tela, 53 x 44 cm, Los Angeles, The J. Paul Getty Museum.
- Santa Cecilia suona l'organo, 1671, olio su tela, 96,5 x 81 cm, Dresda, Gemäldegalerie.
- San Giovanni Evangelista, 1630-1640, olio su tela, 85,2 x 65,3, Collezione privata.
- Madonna col Bambino, 1675, olio su tavola, 86 x 68 cm, Firenze, Palazzo Pitti, Galleria Palatina.
- L'angelo guardiano, 1675, olio su tela, Prato, Museo dell'Opera del Duomo.
- Mater Dolorosa, 1680 circa, olio su tela, 80 x 70, Piacenza, Ente Museo Palazzo Costa.
- Davide con la testa di Golia, 1680, olio su tela, 131,5 x 106 cm, Boston, Museum of Fine Arts.
- Testa di Gesù coronata di spine, opera giovanile 1627, olio su tela 53 x 56 cm, Collezione privata.
- San Francesco in estasi, olio su tela, Napoli, Palazzo Reale
- San Sebastiano Firenze, Museo Horne
- Estasi di Santa Teresa, olio su tavola, Chiusdino,Museo civico e diocesano di arte sacra di San Galgano